# Leandro Bolmaro
Leandro Nicolás Bolmaro, né le 11 septembre 2000 à Las Varillas en Argentine, est un joueur argentino-italien de basket-ball. Il évolue aux postes d'arrière et ailier.

## Biographie
À l'issue de la saison 2019-2020 du championnat espagnol, il annonce sa candidature à la draft 2020 de la NBA mais déclare vouloir rester au FC Barcelone pour la saison 2020-2021 même si son nom est appelé.
Il est finalement sélectionné en 23e position par les Knicks de New York mais ses droits sont immédiatement échangés aux Timberwolves du Minnesota contre les choix no 25 et no 33 de la draft. Le lendemain, le FC Barcelone confirme sa participation à la saison 2020-2021 avec le club catalan.
Bolmaro est sélectionné dans l'équipe-type des espoirs de la Liga ACB de la saison 2020-2021, avec le meilleur jeune Usman Garuba, Carlos Alocén, Yannick Nzosa et Dino Radončić,.
En septembre 2021, il signe un contrat de quatre saisons en faveur des Timberwolves du Minnesota.
Début juillet 2022, il est transféré vers le Jazz de l'Utah avec Patrick Beverley, Malik Beasley, Walker Kessler, Jarred Vanderbilt et quatre premiers tours de draft contre Rudy Gobert. Il est coupé le 16 février 2023.
Bolmaro retourne ensuite en Europe, au CB Canarias, puis au Bayern Munich.

## Palmarès
- Champion d'Espagne 2021
- Vainqueur du championnat des Amériques 2022